# Management Development Institute
Das Management Development Institute (MDI) ist eine Bildungseinrichtung des tertiären Sektors im westafrikanischen Staat Gambia. Der Campus liegt in Serekunda-Kanifing. Das 1982 gegründete Institut unterrichtet seine Studenten in den Bereichen Betriebsführung und Wirtschaftsmanagement.
Juka Jabang war von 1992 bis 2007 Generaldirektorin (Director General) des MDI. Ihr folgte im September 2007 Alieu Jarju im Amt.
Das Institut hat sechs Schwerpunkte:
- Allgemeines Management
- Wirtschaftsführung
- Entwicklung des privaten Sektors
- Haushaltsführung und Rechnungslegung
- Informationstechnologie & Computer
- Forschung & Beratung